# Pia Steensland
Pia Gerd Steensland, född Johansson 3 maj 1972 i Värnamo i Jönköpings län, är en svensk politiker (kristdemokrat), receptarie och forskare. Hon var ordinarie riksdagsledamot 2018–2022, invald i valet 2018 för Södermanlands läns valkrets. Hon var i riksdagen ledamot av socialutskottet.
Steensland är receptarie i botten. Hon disputerade 2002 vid Uppsala universitet och har bland annat varit verksam som docent vid Karolinska institutet, där hon forskade kring behandling av personer med alkoholberoende.
Steensland är ledamot i kommunfullmäktige i Strängnäs kommun sedan 2015. Hon var ledamot i barn- och utbildningsnämnden 2014–2018. Mellan maj 2017 och 2018 arbetade Steensland som handläggare (politiskt sakkunnig) på Kristdemokraternas parti- och riksdagskansli, med inriktning mot socialutskottet och vård- och omsorgsfrågor. Hon avslutade sin tjänst i samband med valet 2018 då hon istället blev riksdagsledamot.